# 阮氏女
阮氏（？—？），又稱許允婦，陳留郡尉氏（今河南尉氏县）人，曹魏大臣许允之妻，阮侃之妹。長相醜陋，卻有見識。

## 生平
阮氏嫁給許允後，許允並沒有與她同處一個洞房，家人為此感到擔憂。有客來訪，阮氏叫婢女查看情況，婢女說：「是桓郎來訪。」，阮氏回應：「不必擔憂，桓郎一定會勸他和我呆在同一個洞房。」桓郎果然勸了許允，許允聽了後打算與阮氏同處一個洞房，但看見她的樣貌，又想離開，阮氏捉住其衣服。許允說：「婦有四德，你有幾德?」，阮氏回應：「我只缺容貌。男子有百行，你又有幾行?」。許允表示皆備，阮氏又問：「男子百行以德为首，君好色不好德，何谓皆备?」。許允慚愧，之後開始尊重阮氏。
許允擔任吏部郎時，多數選拔其同鄉，魏明帝因此把他逮捕，阮氏告誡其：「明主可說理，難以求情。」魏明帝質問他，許允說：「論語說過舉爾所知，同鄉就是我了解的人。陛下可看他們稱不稱職，如果不稱職，臣當受罪。」經過考察後，認為皆稱職，就放了許允。當初被捕時，全家人都在哭，只有阮氏神情自若并說：「不用擔心，很快就會回來的。」，還弄了米粥等待他，不久許允就回來了。
司馬師殺死李丰後，許允擔心被牽連。恰好鎮北將軍劉靜去世，朝廷下令讓許允代替他接任鎮北將軍，許允高興地對阮氏說此事，阮氏說：「災禍因此而起，怎會是幸免呢？」
許允被司馬師處決後，門生將此事告訴阮氏，阮氏正在織布，聽完後神色不變，說：「我早就想到會這樣。」門生打算把許允兒子藏起來，阮氏說：「這不關孩子事。」後來搬到墓地附近居住，司馬師派鍾會拜祭許允，並告訴鍾會如果兒子才流如父，就收捕之。兒子們害怕，對其母表達擔憂，阮氏說：「你們雖品行優良，但才能不多。誠懇地和鍾會對話，對方便無所擔憂。也不用傷心，鍾會停止你就停止，又可以問到一點朝廷之事。兒子聽從母親的指引。鍾會把情況告訴司馬師，司馬師最終放了許允兒子一馬。

## 逸聞
《女紅餘志》記載阮氏有一支古針一生用之不壞。

## 家庭

### 父
- 阮共，字伯彦。

### 兄
- 阮侃，字德如

### 夫
- 許允，字士宗

### 子
- 許奇，字子泰
- 許猛，字子豹